# Ali Sami Yenstadion

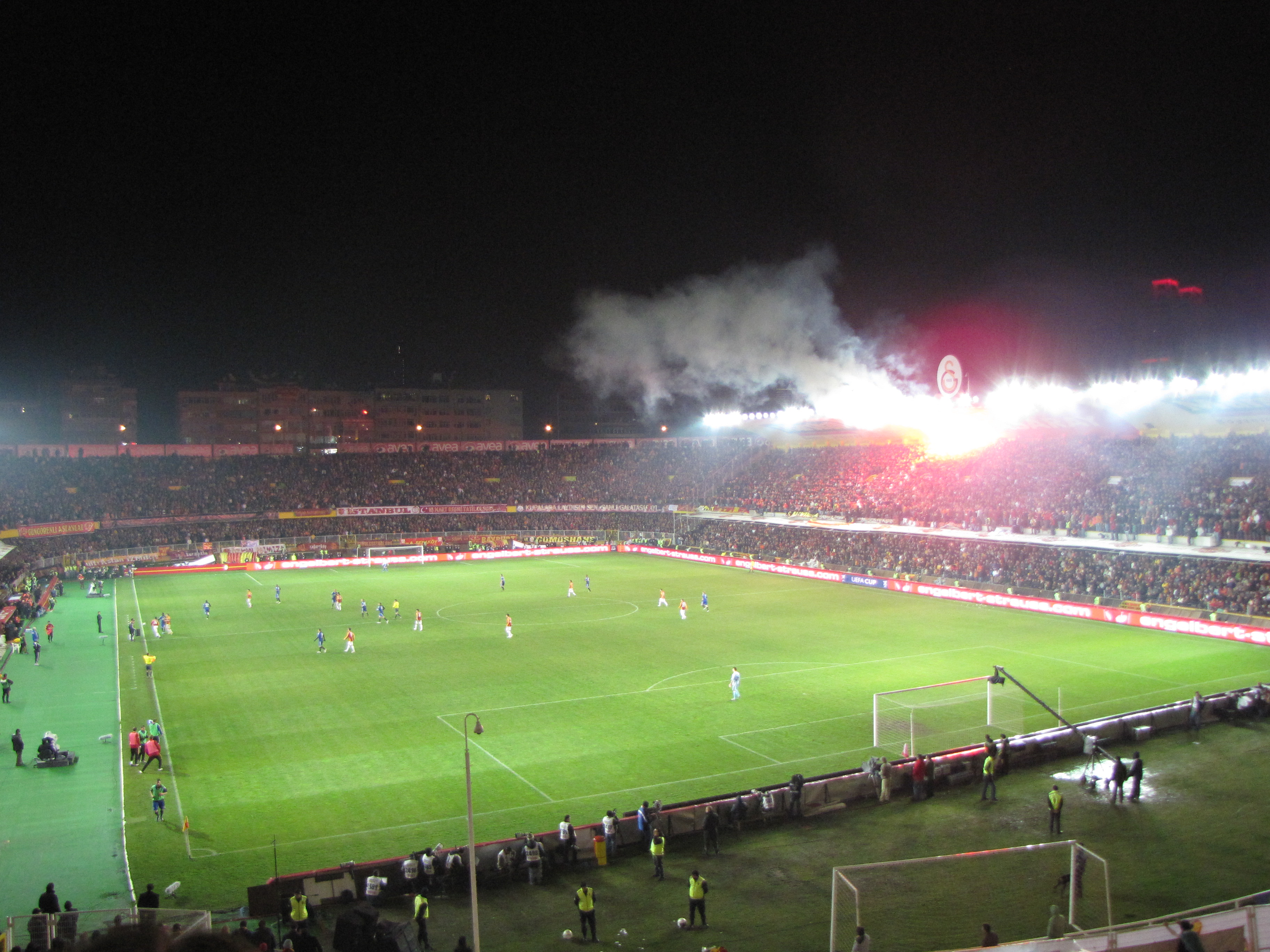
Het Ali Sami Yen Stadion in 2009

Het Ali Sami Yen Stadion (Turks: Ali Sami Yen Stadyumu) is de voormalige thuisbasis van de Turkse voetbalclub Galatasaray SK. Het stadion was vernoemd naar de oprichter van de club, Ali Sami Yen. Het stadion bevindt zich in het centrum van Istanboel, in Mecidiyeköy, en heeft een capaciteit van 23.500 plaatsen.

## Geschiedenis
Galatasaray Sport Club had destijds besloten om een groot, modern stadion te bouwen. De bouw begon in 1943. Omdat het een moeilijke periode was om te bouwen (Tweede Wereldoorlog) hebben ze uiteindelijk een stadion met smalle tribunes gebouwd. De bouw was klaar in 1964.
De eerste wedstrijd in het Ali Sami Yen-stadion was een vriendschappelijke wedstrijd tussen Turkije en Bulgarije op 14 december 1964. Het werd een tragische opening: op een van de tribunes vielen veel toeschouwers naar de eerste verdieping, waardoor velen gewond raakten. Schijnwerpers zijn in 1965 bijgebouwd. Sindsdien zijn er ook wedstrijden 's avonds gespeeld (het lichtsysteem werd gerenoveerd in 1993). Het stadion bestaat uit twee identieke zijden, gedeeltelijk overdekt: de Numarali (waar de camera's zich bevinden) en de Kapali-zijde, waar de meest fanatieke fans zich bevinden. De twee andere zijden, achter de doelen, zijn de Yeni Açik, met twee verdiepingen, en de Eski Açik, met het grote scorebord.
Bijnaam van het stadion is "Hell" vanwege de intimiderende en enthousiaste sfeer van de Galatasaray-supporters. Ze maken vaak gebruik van fakkels, rook, vlaggen en grote posters om de grootheid van Galatasaray aan te tonen en om op de tegenpartij mentaal druk uit te oefenen. Ali Sami Yen is belangrijk voor Galatasaray, omdat de club er vele overwinningen heeft behaald tegen grote Europese voetbalclubs zoals FC Barcelona, Real Madrid en AC Milan.
Galatasaray is van plan om een nieuw stadion te bouwen in Istanboel, Aslantepe. Het idee is om een stadion te bouwen dat dezelfde kwaliteiten heeft als de Amsterdam ArenA, en het af te maken in 16 maanden. De bouw van het nieuwe stadion is in januari 2007 begonnen. Het nieuwe stadion zal een capaciteit hebben van 52.500. In geval van sneeuw of regen wordt er een dak gebouwd dat dicht kan. Overwogen wordt om naast het stadion een winkelcentrum en andere voorzieningen te bouwen. Galatasaray zal dit stadion pas in 2011 gebruiken want 11 januari is de laatste officiële wedstrijd van Galatasaray in het Ali Sami Yen.

## Wedstrijden en tickets
Een paar gedeeltes van het stadion (zo een stuk of 8.000 stoelen) wordt verkocht in de vorm van seizoenkaarten. Gemiddeld komen er 20.000 fans per wedstrijd, terwijl het stadion een capaciteit heeft van 23.500.

## Tribune
De goedkoopste stoelen zijn in het Yeni Açik ("Nieuw Open") achter een van de doelen. De beste sfeer is in de Kapali ("Gesloten") waar de meest fanatieke supporters zich bevinden. Om de wedstrijden met meer comfort te kijken moet je in de Numarali ("Genummerd") zijn. Het zijn meteen ook de duurste stoelen. De meest moderne sectie is de opnieuw gebouwde Eski Açik ("Oud Open").

## Bereikbaarheid
Ali Sami Yen bereiken is niet moeilijk, omdat het stadion niet ver is van de populaire plek voor toeristen: het Taksimplein. Er is ook een metro- en busstation dicht bij het stadion.